# Rally Albena – Zlatni Piassatzi 1989
Rajd Bułgarii 1989 (20. Rally Albena – Zlatni Piassatzi) – 20. edycja rajdu samochodowego Rajd Bułgarii rozgrywanego w Bułgarii. Rozgrywany był od 13 do 14 maja 1989 roku. Była to szesnasta runda Rajdowych Mistrzostw Europy w roku 1989 (rajd miał najwyższy współczynnik – 20) oraz druga runda Rajdowego Pucharu Pokoju i Przyjaźni w roku 1989.

## Klasyfikacja rajdu
| Miejsce                      | Kierowca                     | Pilot                        | Samochód                     | Czas                         | Strata                       |                              |
| Klasyfikacja generalna i ERC | Klasyfikacja generalna i ERC | Klasyfikacja generalna i ERC | Klasyfikacja generalna i ERC | Klasyfikacja generalna i ERC | Klasyfikacja generalna i ERC | Klasyfikacja generalna i ERC |
| ---------------------------- | ---------------------------- | ---------------------------- | ---------------------------- | ---------------------------- | ---------------------------- | ---------------------------- |
| 1.                           | Robert Droogmans             | Ronny Joosten                | Ford Sierra RS Cosworth      | 3:35:27                      | 0.0                          |                              |
| 2.                           | Yves Loubet                  | Jean-Marc Andrié             | Lancia Delta Integrale       | 3:39:27                      | +4:00                        |                              |
| 3.                           | Piero Liatti                 | Maurizio Imerito             | Lancia Delta Integrale       | 3:40:44                      | +5:17                        |                              |
| 4.                           | Attila Ferjáncz              | János Tandari                | Lancia Delta Integrale       | 3:50:52                      | +15:25                       |                              |
| 5.                           | Marian Bublewicz             | Ryszard Żyszkowski           | Mazda 323 4WD                | 3:55:00                      | +19:33                       |                              |
| 6.                           | Stoyan Kolev                 | Boyko Ignatov                | Audi Coupé Quattro           | 3:55:23                      | +19:56                       |                              |
| 7.                           | Andrzej Koper                | Krzysztof Duniec             | Renault 11 Turbo             | 3:57:14                      | +21:47                       |                              |
| 8.                           | Boncho Dunev                 | Ilia Valchev                 | Audi Coupé Quattro           | 3:59:04                      | +23:37                       |                              |
| 9.                           | Demir Slavov                 | Georgi Yanakiev              | Lancia Delta HF 4WD          | 4:00:34                      | +25:07                       |                              |
| 10.                          | Eugenijus Tumalevičius       | Pranas Videika               | Lada Samara 21083            | 4:01:09                      | +25:42                       |                              |
| Klasyfikacja CoPaF           |                              |                              |                              |                              |                              |                              |
| 1. (10.)                     | Eugenijus Tumalevičius       | Pranas Videika               | Lada Samara 21083            | 4:01:09                      | 0.0                          |                              |
| 2. (13.)                     | Viktor Shkolnyy              | Vladimir Nakonechnyy         | Lada Samara 21083            | 4:03:02                      | +1:53                        |                              |
| 3. (15.)                     | Slaveyko Kozuharov           | Nikolay Monchev              | Lada VAZ 2105                | 4:08:26                      | +7:17                        |                              |

| Miejsce                      | Państwo                      | Czas                         |
| Klasyfikacja drużynowa CoPaF | Klasyfikacja drużynowa CoPaF | Klasyfikacja drużynowa CoPaF |
| ---------------------------- | ---------------------------- | ---------------------------- |
| 1.                           | ZSRR                         | 12:14:51                     |
| 2.                           | Bułgaria                     | 12:37:54                     |
| 3.                           | Polska                       | 13:17:50                     |
| 4.                           | NRD                          | 13:24:19                     |
| 5.                           | Rumunia                      | 13:49:16                     |